# 沃利納亞河

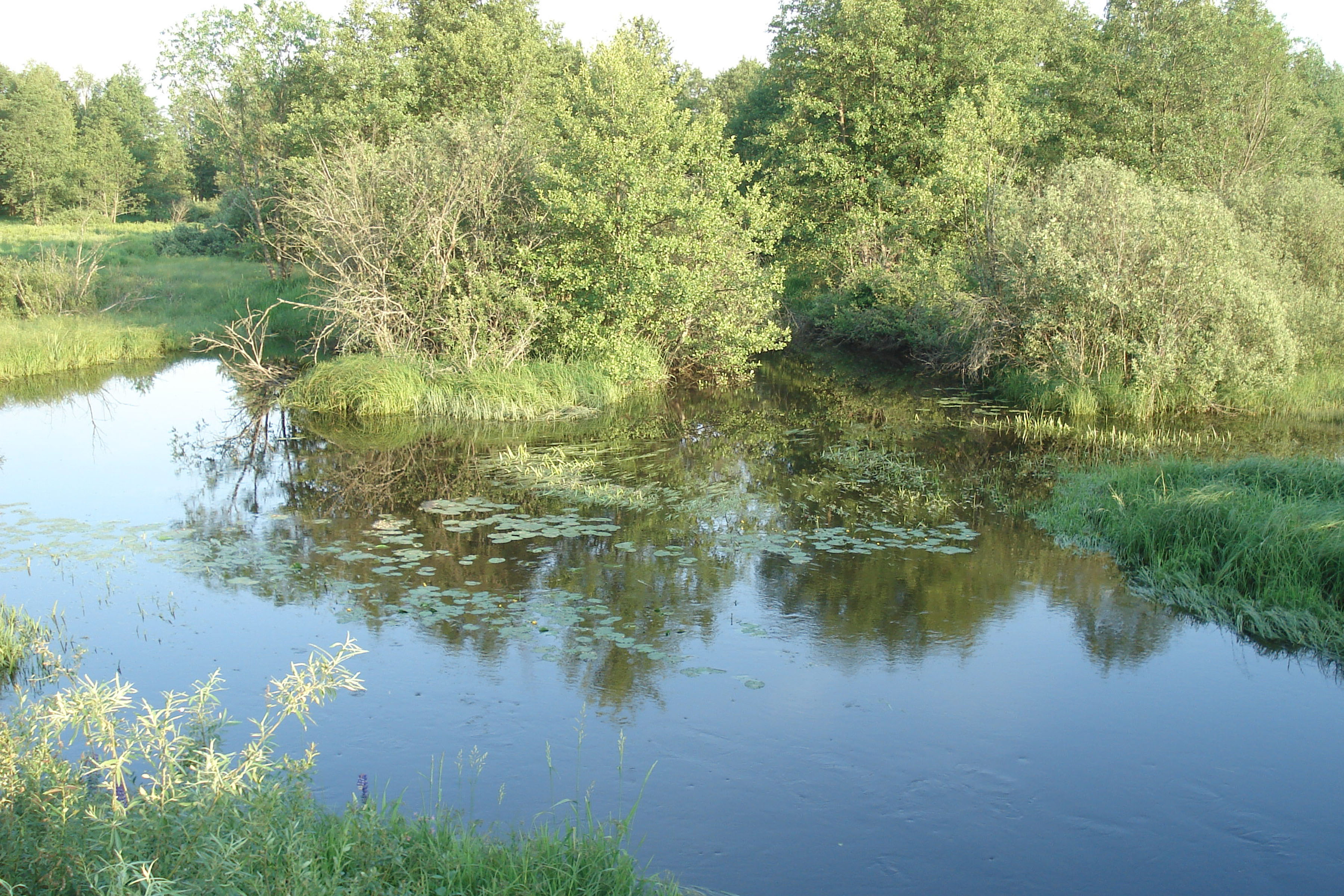
沃利納亞河

沃利納亞河是俄羅斯的河流，位於莫斯科州內，屬於涅爾斯卡亞河的左支流，河道全長32公里，在每年11月至12月上旬開始結冰，直至翌年3月下旬至4月。